# Stati Uniti contro Nixon
Stati Uniti contro Nixon, 418 U.S. 683 (1974) fu una sentenza di grande importanza dalla Corte Suprema degli Stati Uniti d'America relativa al privilegio dell'esecutivo. Il risultato fu un unanime 8-0 contro il presidente Richard Nixon. La sentenza rappresentò un'importante svolta nello scandalo Watergate, in quanto ordinò la consegna ad una Corte distrettuale federale di nastri e altri materiali compromettenti per Nixon.
La decisione è tutt'oggi considerata un importante precedente relativamente all'immunità garantita ai componenti del ramo esecutivo, in particolare al Presidente.

## Avvenimenti principali
Lo scandalo Watergate ebbe inizio durante la campagna presidenziale del 1972 tra il senatore democratico George McGovern del Sud Dakota e il presidente Nixon. Il 17 giugno 1972, circa cinque mesi prima delle elezioni generali, cinque ladri fecero irruzione nella sede dei democratici, situata nel complesso edilizio Watergate, a Washington, D.C.
Nel maggio del 1973, il procuratore generale di Nixon, Elliot Richardson, nominò Archibald Cox come procuratore speciale, incaricato di investigare sul furto. Di fronte all'approfondimento delle indagini, ormai giunto a lambire uomini vicino alla presidenza, il 20 ottobre 1973 Nixon licenziò Cox, provocando le dimissioni del procuratore generale Richardson e del suo vice William Ruckelshaus, in quello che sarà definito il Saturday Night Massacre. Tuttavia, l'indignazione pubblica costrinse Nixon a nominare un nuovo procuratore speciale, Leon Jaworski, che sostituì Cox per svolgere l'inchiesta Watergate per il governo.
Nel mese di aprile del 1974, Jaworski ottenne un mandato di comparizione, per la precisione un Sub poena, ordinando a Nixon di rilasciare alcune registrazioni e documenti relativi a specifici incontri tra il presidente e coloro che furono ritenuti incriminati dal Grand jury. Quei nastri e le conversazioni, hanno rivelato, si credeva che potessero contenere prove dannose che coinvolgevano gli uomini incriminati e, forse, lo stesso Presidente.

Sperando nella soddisfazione del pubblico e di Jaworski, Nixon rilasciò le trascrizioni di 43 conversazioni, comprese le parti di venti richieste dal mandato di comparizione. James D. St. Clair, avvocato di Nixon, chiese che il giudice John Sirica della Corte distrettuale degli Stati Uniti per il Distretto di Columbia di annullare la citazione in giudizio. Mentre sostenendo prima Sirica, St. Clair dichiarò che:
"The President wants me to argue that he is as powerful a monarch as Louis XIV, only four years at a time, and is not subject to the processes of any court in the land except the court of impeachment." In italiano "Il presidente vuole che sostenga, solo per quattro anni, che è un monarca potente come Luigi XIV, per cui non è soggetto ai processi di alcun tribunale nel paese, tranne quello dell'impeachment."
Sirica negò la mozione di Nixon e ordinò al Presidente di consegnare i nastri entro il 31 maggio 1974. Entrambi, Nixon e Jaworski, si appellarono direttamente alla Corte Suprema, che ascoltò la loro dichiarazione l'8 giugno 1974. L'avvocato di Nixon sostenne che la questione non avesse dovuto essere oggetto di "risoluzione giudiziale", in quanto era una disputa all'interno del ramo esecutivo, ramo che avrebbe dovuto risolvere la controversia stessa. Inoltre, ha affermato, il procuratore speciale Jaworski non aveva dimostrato i materiali richiesti assolutamente necessari per il processo ai sette uomini. Inoltre Nixon aveva un privilegio esecutivo assoluto per proteggere le comunicazioni tra "alti funzionari di governo e quelli che consigliano e li assistono nello svolgimento dei loro compiti."

## Decisione
Meno di tre settimane dopo le argomentazioni orali, la Corte emise la sua decisione. I giudici si impegnarono a fondo per trovare una risoluzione condivisa. La posta in gioco era molto alta, in quanto i nastri, molto probabilmente, contenevano prove di illeciti penali da parte del Presidente e dei suoi uomini. Tutto ha contribuito alla decisione e il Chief Justice Burger infine consegnò l'unanime risoluzione. Dopo la sentenza, la Corte avrebbe potuto effettivamente risolvere la questione, inoltre dichiarò che Jaworski aveva dimostrato una "sufficiente probabilità che ciascuno dei nastri contenesse conversazioni rilevanti per i reati contestati nell'atto di accusa," la Corte analizzò il tema principale del privilegio dell'esecutivo. La Corte respinse la domanda di Nixon di un "privilegio presidenziale assoluto, immunità incondizionata da procedimenti giudiziari in tutte le circostanze." Nixon si dimise 16 giorni più tardi, il 9 agosto 1974.